# Limonoide

4,4,8-Trimethyl-17-furanylsteroid-Grundgerüst

Limonoide sind eine chemische Stoffgruppe, die hochoxidierte Triterpenoide umfasst. Sie zählen zu den Furanolactonen. Die meisten Verbindungen können von einem 4,4,8-Trimethyl-17-furanylsteroid-Grundgerüst abgeleitet werden. Sie sind eng verwandt mit der Gruppe der Quassinoide. Der bedeutendste Vertreter dieser Stoffgruppe ist Limonin. Es wurde bereits im 19. Jahrhundert entdeckt, allerdings konnte es erst 1938 isoliert, dessen Eigenschaften genauer zugeordnet und eine Strukturformel formuliert werden. Weitere häufig vorkommende Vertreter der Limonoide sind Azadirachtin, Nomilin  und Nomilinsäure.
| Strukturformel von Limonin | Strukturformel von Nomilin | Strukturformel von Nomilinsäure |
| -------------------------- | -------------------------- | ------------------------------- |
| Limonin                    | Nomilin                    | Nomilinsäure                    |

## Vorkommen
Limonoide kommen in den Samen von Zitrusfrüchten vor, beispielsweise in Grapefruit, Zitrone, Orange und Mandarine, aber auch weiteren Arten. Sie treten sowohl als Glucoside als auch in freier Form (das heißt nur die Aglycone) auf. Das mengenmäßig wichtigste Glucosid ist Nomilinglucosid, das wichtigste freie Aglycon Limonin. Andere Verbindungen, die ebenfalls in freier Form als auch als Glucosid auftreten, sind Nomilinsäure, Obacunon und Deacetylnomilin. Die Glucoside machen etwa 0,31 % bis 0,87 % des Trockengewichts der Kerne aus. Des Weiteren kommen die Vertreter auch in den Blättern der entsprechenden Pflanzen vor, weshalb diese in der Volksmedizin als Heilmittel in Form von Tee eingesetzt werden. Azadirachtin ist ein Limonoid, das in den Samen des Niembaums vorkommt und eine starke insektizide Wirkung hat.

## Pharmakologische Wirkung
Für  zahlreiche potentielle Anwendungen von Limonoide gibt es Untersuchungen. Zu Beginn der Erforschung der Limonoide wurden den Vertretern eine hohe antioxidative Wirkung zugesprochen. Allerdings wurde diese durch Studien widerlegt. Tatsächlich liegt die totale antioxidative Kapazität (TAC) weit hinter denen gewöhnlicher Antioxidantien wie beispielsweise Ascorbinsäure oder Butylhydroxytoluol (BHT) zurück.  Wichtiger einzuschätzen ist die physiologische Bedeutung, die den Limonoiden zukommt. Nachgewiesen wurde bereits eine fiebersenkende, antibakterielle und antivirale Wirkung. Außerdem wurden sie erfolgreich in der Therapie gegen Malaria eingesetzt. Als antikanzerogenes Mittel wurden sie gegen Brust-, Darm-, Bauchspeicheldrüsen- und Leberkrebs untersucht. Ebenfalls wurde auch geprüft, ob es gegen Leukämie eingesetzt werden kann. Außerdem wurde eine verminderte Cholesterinausschüttung bei Anwendung bestimmter Limonoide ermittelt; damit besitzen sie auch eine antiatherogene Wirkung.

## Unerwünschte Wirkungen
Probleme mit Limonoiden können bei der Fruchtsaftherstellung auftreten. Hier rückt die Entfernung des Bitterstoffes Limonin in den Vordergrund, um den Geschmack der Säfte zu verbessern.